# Hercule et le centaure Nessus
Hercule et le centaure Nessus est une statue en marbre réalisée en 1598 par le sculpteur Giambologna, située à Florence dans la Loggia dei Lanzi.

## Histoire et description

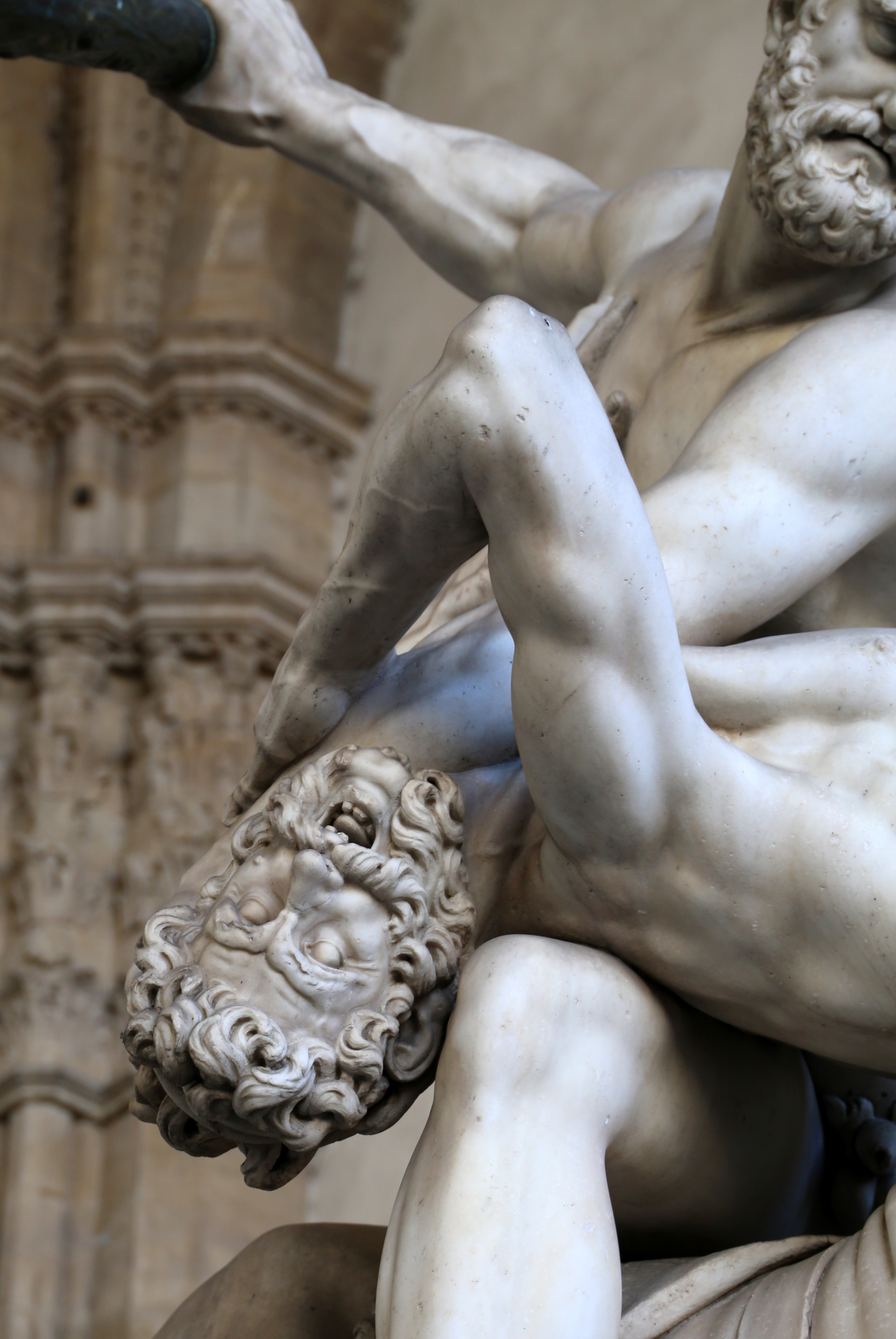
Détail du visage de Nessus

Giambologna, sculpteur né en Flandre (son nom d'origine était Jean Boulogne), malgré ses origines nordiques, était considéré comme italien d'esprit et d'éducation ; il réussit à accepter la leçon de Michel-Ange et à la retravailler dans le style théâtral du maniérisme, animant ses œuvres avec un goût décoratif prononcé et un dynamisme rendu à travers des masses opposées et serpentines.
Le groupe sculptural répond pleinement à ces traits stylistiques, caractérisé par la grande force plastique exprimée par la torsion puissante, presque élastique, du corps du centaure Nessus, courbé par la force d'Hercule, symbole des vertus civiques suprêmes et divinité tutélaire de Florence. Nessus, selon la tradition mythologique, avait en effet tenté (sous prétexte de l'aider à traverser une rivière) de violer Déjanire, l'épouse du héros, qui tua donc le batelier centaure de ses flèches mortelles. Giambologna capture le moment culminant de cet affrontement, transposition idéale de la lutte entre le bien et le mal, et sa virtuosité se concentre sur de nombreux détails, parmi lesquels les épais cheveux bouclés du centaure, l'expression navrée de son visage et la colère incontrôlée sur le visage d'Hercule.
Hercule et le centaure Nessus fut placé pour la première fois, en 1599, au Canto dei Carnesecchi à Florence ; par la suite, il fut déplacé sous la loggia des Offices, du côté sud. Plus tard, il fut placé sur la petite place près du Ponte Vecchio, sur la rive gauche de l'Arno et, en 1812, il trouva son emplacement définitif dans la Loggia dei Lanzi sur la Piazza della Signoria.